# Premierzy Azerbejdżanu

## Lista szefów rządu Azerbejdżanu

### Demokratyczna Republika Azerbejdżanu(1918–1920)
| Osoba | Osoba   | Osoba                                         | Kadencja      | Kadencja         | Partia polityczna |
| #     | Portret | Imię i nazwisko                               | Od            | Do               | Partia polityczna |
| ----- | ------- | --------------------------------------------- | ------------- | ---------------- | ----------------- |
| 1     |         | Fətəli xan Xoyski (1875–1920)                 | 28 maja 1918  | 14 kwietnia 1919 | bezpartyjny       |
| 2     |         | Nəsib bəy Yusifbəyli (1881–1920)              | 28 maja 1919  | 30 marca 1920    | Musawat           |
| –     |         | Məmmədhəsən Hacınski (tymczasowo) (1875–1931) | 30 marca 1920 | 28 kwietnia 1920 | Musawat           |

## Zakaukaska Federacyjna Republika Radziecka (1922–1936) i Azerbejdżańska Socjalistyczna Republika Radziecka (1936-1991)

### Przewodniczący Rady Komisarzy Ludowych
| Osoba | Osoba   | Osoba                          | Kadencja             | Kadencja             | Partia polityczna |
| #     | Portret | Imię i nazwisko                | Od                   | Do                   | Partia polityczna |
| ----- | ------- | ------------------------------ | -------------------- | -------------------- | ----------------- |
| 3     |         | Nəriman Nərimanov (1870–1925)  | 28 kwietnia 1920     | 6 maja 1922          | RKP(b)            |
| 4     |         | Qəzənfər Musabəyov (1888–1938) | 6 maja 1922          | 14 marca 1930        | KPZR              |
| 5     |         | Dadaş Bünyadzadə (1888–1938)   | 14 marca 1930        | 23 października 1932 | KPZR              |
| 6     |         | Mir Cəfər Bağırov (1896–1956)  | 23 października 1932 | 12 grudnia 1933      | KPZR              |
| 7     |         | Hüseyn Rəhmanov (1902–1937)    | 12 grudnia 1933      | 22 sierpnia 1937     | KPZR              |
| 8     |         | Teymur Quliyev (1888–1965)     | 13 listopada 1937    | 28 marca 1946        | KPZR              |

### Prezesi Rady Ministrów
| Osoba | Osoba   | Osoba                         | Kadencja         | Kadencja         | Partia polityczna |
| #     | Portret | Imię i nazwisko               | Od               | Do               | Partia polityczna |
| ----- | ------- | ----------------------------- | ---------------- | ---------------- | ----------------- |
| 9     |         | Teymur Quliyev (1888–1965)    | 28 marca 1946    | 6 kwietnia 1953  | KPZR              |
| 10    |         | Mir Cəfər Bağırov (1896–1956) | 6 kwietnia 1953  | 20 lipca 1953    | KPZR              |
| 11    |         | Teymur Quliyev (1888–1965)    | 20 lipca 1953    | 1 marca 1954     | KPZR              |
| 12    |         | Sadıq Rəhimov (1914–1975)     | 1 marca 1954     | 8 lipca 1958     | KPZR              |
| 13    |         | Vəli Axundov (1916–1986)      | 8 lipca 1958     | 10 lipca 1959    | KPZR              |
| 14    |         | Məmməd İsgəndərov (1915–1985) | 10 lipca 1959    | 29 grudnia 1961  | KPZR              |
| 15    |         | Ənvər Əlixanov (1917–1992)    | 29 grudnia 1961  | 10 kwietnia 1970 | KPZR              |
| 16    |         | Əli İbrahimov (1913–1985)     | 10 kwietnia 1970 | 22 stycznia 1981 | KPZR              |
| 17    |         | Həsən Seyidov (1932–2004)     | 22 stycznia 1981 | 27 stycznia 1989 | KPZR              |
| 18    |         | Ayaz Mütəllibov (1938–2022)   | 27 stycznia 1989 | 26 stycznia 1990 | KPZR              |
| 19    |         | Həsən Həsənov (1940–)         | 26 stycznia 1990 | 7 lutego 1991    | KPZR              |

## Republika Azerbejdżanu (1991–)

### Prezesi Rady Ministrów
| Osoba | Osoba   | Osoba                                     | Kadencja            | Kadencja            | Partia polityczna          |
| #     | Portret | Imię i nazwisko                           | Od                  | Do                  | Partia polityczna          |
| ----- | ------- | ----------------------------------------- | ------------------- | ------------------- | -------------------------- |
| 20    |         | Həsən Həsənov (1940–)                     | 7 lutego 1991       | 4 kwietnia 1992     | bezpartyjny                |
| —     |         | Firuz Mustafayev (tymczasowo) (1933–2018) | 4 kwietnia 1992     | 14 maja 1992        | bezpartyjny                |
| 21    |         | Rəhim Hüseynov (1936–2023)                | 14 maja 1992        | 26 stycznia 1993    | bezpartyjny                |
| —     |         | Əli Məsimov (tymczasowo) (1953–)          | 26 stycznia 1993    | 28 kwietnia 1993    | Ludowy Front Azerbejdżanu  |
| 22    |         | Pənah Hüseynov (1957–)                    | 28 kwietnia 1993    | 30 czerwca 1993     | Ludowy Front Azerbejdżanu  |
| 23    |         | Surət Hüseynov (1959–2023)                | 30 czerwca 1993     | 7 października 1994 | wojskowy                   |
| 24    |         | Fuad Quliyev (1941–)                      | 7 października 1994 | 20 lipca 1996       | Partia Nowego Azerbejdżanu |
| 25    |         | Artur Rasizadə (1935–)                    | 20 lipca 1996       | 4 sierpnia 2003     | Partia Nowego Azerbejdżanu |
| 26    |         | İlham Əliyev (1961–)                      | 4 sierpnia 2003     | 4 listopada 2003    | Partia Nowego Azerbejdżanu |
| 27    |         | Artur Rasizadə (1935–)                    | 4 listopada 2003    | 21 kwietnia 2018    | Partia Nowego Azerbejdżanu |
| 28    |         | Novruz Məmmədov (1947–)                   | 21 kwietnia 2018    | 8 października 2019 | Partia Nowego Azerbejdżanu |
| 29    |         | Əli Əsədov (1956–)                        | 8 października 2019 | nadal urzęduje      | bezpartyjny                |